# Ligne Mitre

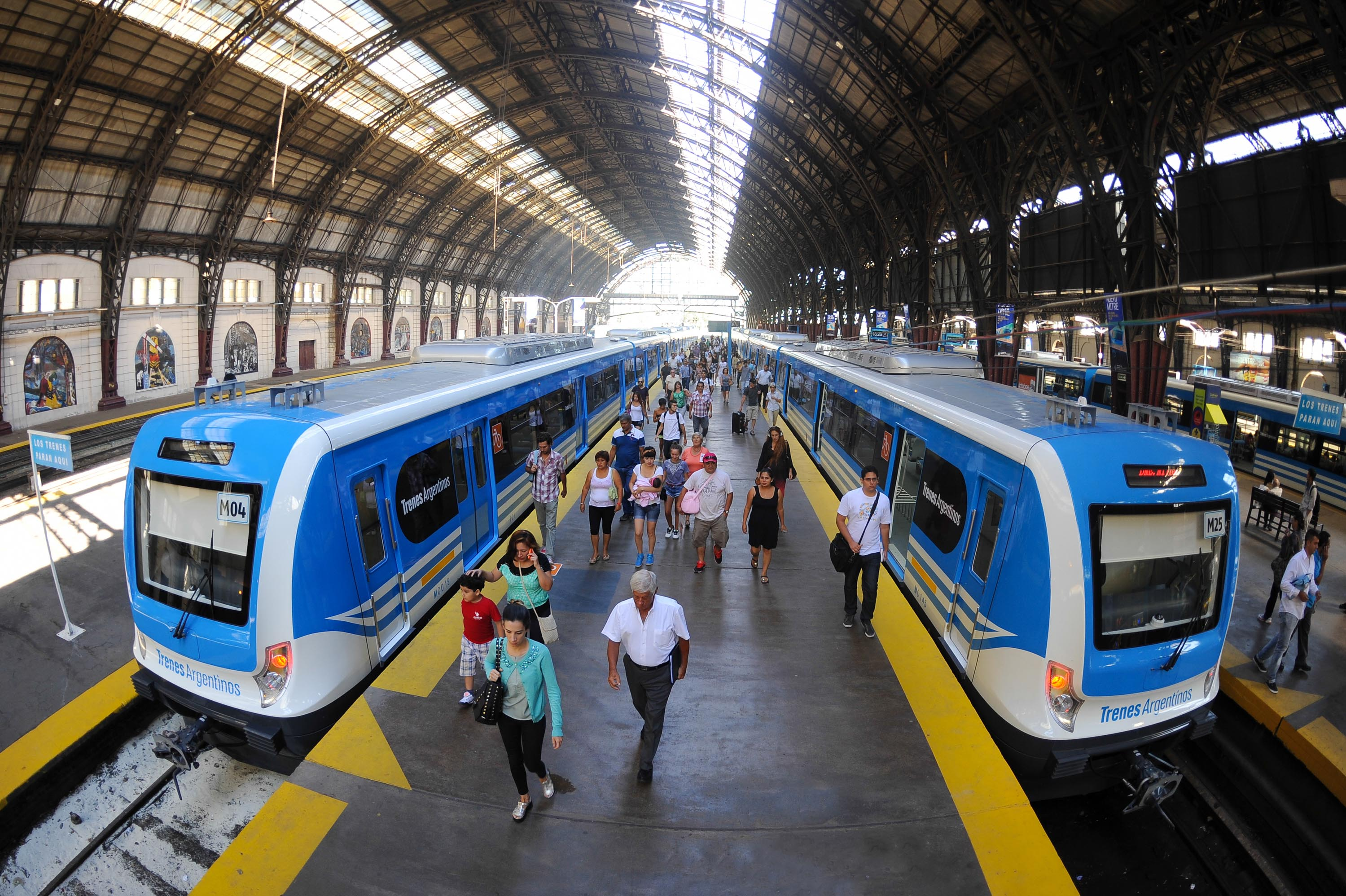
Train de voyageurs sur la Estación Retiro

La ligne Mitre est une importante ligne ferroviaire de banlieue à Buenos Aires, la capitale de l'Argentine. Elle dessert une importante partie des localités de banlieue du Nord de la ville.
Elle débute dans la gare terminale du chemin de fer General Bartolomé Mitre, l'une des trois gares juxtaposées constituant le centre ferroviaire de l'Estación Retiro, dans le quartier de Retiro. Elle bénéficie là d'une correspondance avec la ligne  du métro de Buenos Aires, dont un accès direct depuis le hall de la gare.
L'écartement des rails est large : 1 676 millimètres.
La ligne est concédée à l'opérateur Trenes Argentinos.
La ligne compte approximativement 200 kilomètres et 57 gares. Elle est partiellement électrifiée.

## Fréquentation
Durant les années 1993-1998, la fréquentation de la ligne avait très fort progressé (+ 130 % en cinq ans). Avec la crise des années suivantes le nombre des usagers baissa fortement jusqu'à atteindre un minimum en 2002. Par après, un léger redressement se produisit, mais fort limité. Ceci à l'inverse de sa principale concurrente la ligne Belgrano Norte.
- 1993 : 34 413 000
- 1998 : 84 081 000
- 2002 : 65 670 000
- 2003 : 68 750 000
- 2004 : 68 000 000 (estimation. Les chiffres officiels ne comprennent que les 9 premiers mois (51 068 000 passagers)).